# Shizuoka Bank

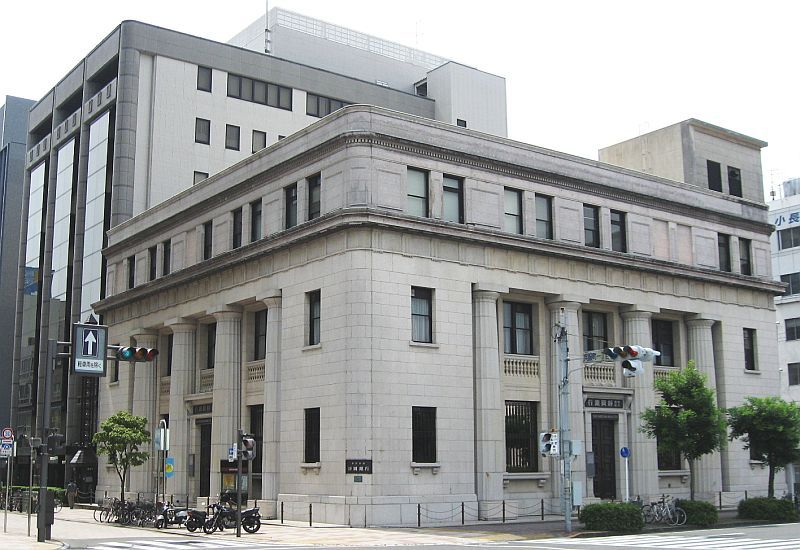
Shizuoka Bank Head Office

Shizuoka Bank (株式会社静岡銀行 Kabushiki Gaisha Shizuoka Ginkō?) é um banco comercial japonês, sediado em Shizuoka.

## História
O banco foi estabelecido em 1943 após uma fusão.